# Jules Eskin
Jules Eskin (* 20. Oktober 1931 in Philadelphia; † 15. November 2016 in Brookline) war der erste Cellist des Boston Symphony Orchestra. Durch die Arbeit mit Seiji Ozawa kam er zu mehreren solistischen Auftritten namhafter Werke von Johannes Brahms, Gabriel Fauré, Ludwig van Beethoven und Leonard Bernstein.
Er erhielt seine ersten Lektionen von seinem Vater, einem Amateurcellisten. Mit 16 spielte er beim Dallas Symphony Orchestra unter Antal Doráti. 1964 kam Eskin zum Boston Symphony Orchestra, nachdem er drei Jahre beim Cleveland Orchestra unter George Szell gespielt hatte.
Außerdem spielte er bei den Boston Chamber Players und im Quintett Burton Five.

## Diskographie
- Yellow Lounge, Pavane für Orchester und Chor fis-Moll op. 50, Verschiedene Interpreten
- Brahms, Piano Concertos Nos. 1 & 2, Konzert für Klavier und Orchester Nr. 2 B-Dur op. 83, Verschiedene Interpreten
- Faure: Pelleas Et Melisande – Dolly, Verschiedene Interpreten
- The American Album – Bernstein, Barber, Foss, Perlman, Ozawa (The Perlman Edition)